# Mammuthus creticus
Mammmuthus creticus és una espècie de mamut que visqué durant el Plistocè en allò que avui en dia és l'illa de Creta (Grècia). L'espècie fou descrita l'any 1907 per Dorothea Bate com a Elephas creticus, però recentment s'ha format un consens per reclassificar-la al gènere Mammuthus.
Amb una alçada de només un metre, M. creticus tenia més o menys la mida d'una cria d'elefant africà. M. creticus no és l'únic exemple de nanisme insular en els mamuts: el mamut de Sardenya i el mamut pigmeu també es veieren afectats per aquest procés.